# Polski Komitet Optoelektroniki
Polski Komitet Optoelektroniki (Polish Optoelectronics Committee), PKOpto – polska organizacja społeczna, przemysłowa i naukowo-techniczna o charakterze opiniotwórczym i doradczym, zrzeszająca decydentów, inżynierów, naukowców, przedsiębiorców, inwestorów, osoby finansujące naukę, administratorów nauki oraz nauczycieli akademickich związanych z optyką, fotoniką i optoelektroniką. PKOpto jest agendą Stowarzyszenia Elektryków Polskich o uprawnieniach dotyczących działalności międzynarodowej. Komitet powstał w roku 1985, pod przewodnictwem profesora Adama K. Smolińskiego – czł rzecz.PAN, w wyniku uzgodnień pomiędzy SEP i PAN. PKOpto zrzesza kilkadziesiąt osób z administracji, uczelni i przemysłu (XI 2010). Celem organizacji są działania lobbystyczne, koordynacyjne i integracyjne na naukowym i technicznym oraz przemysłowym, krajowym i międzynarodowym rynku optyki, optoelektroniki i fotoniki, współpraca między-stowarzyszeniowa – z organizacjami pokrewnymi tematycznie, a także współpraca przemysłowa.

## Współpraca
PKOpto współpracuje w kraju z Komitetem Elektroniki i Telekomunikacji PAN – KEiT PAN, Polską Sekcją SPIE – obecnie z Polskim Stowarzyszeniem Fotonicznym, Sekcją Optyki Polskiego Towarzystwa Fizycznego, Polską Sekcją IEEE.

## Działalność
Komitet działa poprzez zespoły robocze optoelektroniki: informatycznej, półprzewodnikowej, laserowej, obrazowej, zintegrowanej, światłowodowej, czujnikowej, aparatury i metrologii, oraz fotowoltaiki i telekomunikacji optycznej, a także materiałów optoelektronicznych i technologii. W ramach PKOpto działa Klub Laserowy na terenie WAT.
Komitet współdziała przy organizacji w kraju międzynarodowych i krajowych wystaw i konferencji przemysłowych oraz naukowo-technicznych z dziedziny optoelektroniki. PKOpto, we współpracy z KEiT PAN zorganizował, od roku 1987 ok. 20 Szkół Optoelektroniki przeznaczonych dla kadry przemysłowej i uczelnianej. W latach 1995–2005 Komitet współ-koordynował kilka dużych projektów naukowo-technicznych dotyczących optoelektroniki. Od roku 1992, Komitet jest organizatorem Ogólnopolskiego Konkursu im. prof. Adama Smolińskiego na najlepszą pracę dyplomową (inżynierską i magisterską) z dziedziny optoelektroniki. Fundatorami nagród są uczelnie, instytuty resortowe i organizacje przemysłowe. Od roku 1990 przewodniczącym PKOpto jest prof. Wiesław L.Woliński, członek rzeczywisty PAN, z Politechniki Warszawskiej. Wiceprzewodniczącymi PKOpto SEP są profesorowie: Zdzisław Jankiewicz, Antoni Rogalski - członek rzeczywisty PAN, Ryszard Romaniuk, oraz Tomasz Woliński.

## Historia
Od momentu powstania Komitet podjął współpracę z Międzynarodowym Stowarzyszeniem Inżynierii Optycznej – SPIE. W wyniku tych kontaktów, w roku 1988, powstało w kraju stowarzyszenie Polska Sekcja SPIE – pod przewodnictwem profesora Maksymiliana Pluty z Instytutu Optyki Stosowanej. Polska Sekcja SPIE została przekształcona w Polskie Stowarzyszenie Fotoniczne w roku 2007.
W roku 1992 Komitet wydaje pierwsze międzynarodowe czasopismo w języku angielskim pod nazwą Opto-Electronics Review, jako suplement do czasopisma Elektronika – konstrukcje, technologie, zastosowania. Czasopismo to, obecnie wydawane przez WAT, SEP i Springer, jest na liście filadelfijskiej.

## Nagrody Polskiego Komitetu Optoelektroniki
- Nagroda im. prof. Adama Smolińskiego

## Wydawnictwa
- Opto-Electronics Review

## Konferencje
- Krajowe Szkoły Optoelektroniki